# Урош Дојчиновић
Урош Дојчиновић (Београд, 1959) српски је гитариста, музиколог, композитор, педагог и публициста.
Дипломирао је класичну гитару на Музичкој академији у Загребу (Р. Хрватска), а потом завршио постдипломске студије, одбранивши два доктората на интердисциплинарним музичким темама на Филолошком и Филозофском факултету.
Дојчиновићева уметничка активност обухвата преко 3000 наступа остварених широм света, велики број радио и телевизијских емисија, више стотина одржаних стручних предавања, мајсторских семинара и учешћа у раду различитих домаћих и међународних жирија.
Објавио је преко 600 стручних радова и снимио више од 60 дискографских издања (ЛП-плоча, музичких касета, ЦД и DVD албума), за различите издавачке куће у Европи, Америци и Азији.
За вишеструко умјетничко деловање награђен је са више од 50 медаља, плакета, диплома и других признања у земљи и свету.

## Биографија
Урош Дојчиновић је рођен у Београду 1959. године. Након средњег општег и музичког образовања (I београдска гимназија Моша Пијаде и СМШ Јосип Славенски) у Београду, основне академске студије је завршио на Музичкој академији у Загребу (Хрватска). Постдипломске студије књижевности завршио је на Филолошком, а потом и Филозофском факултету Универзитета у Београду. Стекао је две академске титуле доктора наука одбранивши два доктората на интердисциплинарним темама у области националне филологије и националне и балканске музичке историје. Усавршавао се у мајсторским класама различитих професора на више интернационалних курсева и семинара. Његова уметничка активност обухвата преко 3000 наступа остварених широм света (солистичких и камерних концерата, музичко-поетских и других програма) и велики број радио и телевизијских емисија. Снимио је више од 60 дискографских издања (LP-плоча, музичких касета, компакт дискова и DVD албума) за различите компаније и објавио преко 500 радова (оригиналних композиција, транскрипција, аранжмана, редакција као и стручних-текстуалних публикација). Често је учествовао у раду жирија домаћих и интернационалних такмичења и конкурса за интерпретацију и композицију и стално је присутан као стручни, музички, предавач и руководилац мајсторских класа и семинара у земљи и иностранству. 
Аутор је прве југословенске историје класичне гитаре и покретач прве едиције дела домаћих композитора за овај инструмент. Креатор је новог плана и програма за класичну гитару Републике Србије, 1987/93. и писац првог српског дидактичко-инструктивног опуса за гитаристе у области камерног музицирања и prima-vista методе са познавањем оркестарске литературе.
Као педагог од 1978. године делује у више музичко-педагошких установа у Загребу (Р. Хрватска) и Београду (Р. Србија), а од 1989. и као гостујући предавач и професор великог броја иностраних образовних институција (музичких конзерваторија, академија, универзитета, итд). 
Редован је професор на Факултету савремених уметности, где предаје на предметима Методологија уметничког истраживања и Техника писања научно-уметничко истраживачког рада. Један је од оснивача и уметнички директор Првог југословенског фестивала класичне гитаре (Зајечар, 86), затим, Мећународне гитаристичке серије GITAFES-а (Смедерево), СОРАБИЈА Међународног фестивала класичне гитаре (Ниш), Међународног фестивала камерне музике OLD GOLD (Ниш), Међународног фестивала музике ВРЊЦИ (Врњачка Бања), као и Savicium Classic Festa (Шабац). 
Такође је оснивач и Председник Yugoslav Guitar Society фондације. 
Редовни је члан Удружења музичких уметника Србије, Удружења композитора Црне Горе, Америчке фондације гитариста, Матице Српске у Новом Саду, Британског удружења гитаристичких педагога RGT, итд.
Стручни је сарадник (писац и музички критичар) иностраних, специјализованих гитаристичких часописа и магазина: Soundboard-GFA (САД), Guitar International и Classical Guitar (Велика Британија), Laute un Gitarre и Concertino-ZUPFMUSIK (Немачка), Les Cahiers de la Guitare (Француска), итд. 
За вишеструко уметничко деловање награђен је са преко 50 различитих медаља, плакета, диплома и других признања у земљи и свету.
Деловао је као културни «Амбасадор са својим инструментом» (The Nation - Малезија, 1992. год.) Дојчиновић је 1992. године промовисан у почасног америчког грађанина.
Позната је Дојчиновићева студиозна монографија о историја гитаре на Балкану. За ову обимну књигу од 400 страница више од 80 процената материјала о развоју гитаре на Балкану аутор је нашао у приватним колекцијама самоуких гитариста. Пре њега развој гитаристичке уметности на Балкану нико није обрађивао. Поред тога Дојчиновић је аутор читавог низа стручних књига, музиколошких студија и чланака.

## Музичке књиге
- Магични свет гитаре, Нота, Књажевац, 1985.
- Following the Guitar Trails in Yugoslavia, Sorabia (Serbia)
- Тријумф гитаре, Никшић, Unirex, 1994.
- Тајна гитаре, ДКСГ, Београд, 1996.
- Први гитаристички кораци (Guitar Method), Деметра, Књажевац, 1995.
- Sight-reading & Orchestral Literature for Guitarists, Нота & Прометеј
- Антологија музике за гитару у Србији, Прометеј, Нови Сад, 1996.
- Антологија музике за гитару у Црној Гори,PrоАrte, Никшић, 1996.
- Guitar Compositions from Yugoslavia ( 6 Volumes), Syukhtun Editions (Sweden)
- Ivan Padovec – The Complete Solo Concert-Guitar Works, Syukhtun Editions (Sweden)
- The Guitar in Balkans: A History,2001 (USA)
- Гитара на Балкану, Просвета, Београд, 2012.

## Награде
- 2020: Награда Браћа Карић

## Званична презентација
Homepage